# Farewell 1 Tour-Live from Melbourne
Albums de The Eagles
Hell Freezes Over
(1994) Long Road Out Of Eden
(2007)
Farewell 1 Tour-Live from Melbourne est un double-DVD live des Eagles, sorti en 2005.
Le concert a été filmé à Melbourne, en Australie les 14, 15 et 17 novembre 2004. Il contient trois nouvelles chansons, One Day At A Time, No More Cloudy Days et Do Something. Il s'agit du deuxième album du groupe à quatre musiciens, sans Don Felder, mais avec une section de cuivres. Il s'agit aussi du dernier DVD avec le regretté Glenn Frey avant son décès en 2016. 

## Liste des titres

### DVD 1
1. "The Long Run" (Henley, Frey)
  - Chant : Don Henley
  - Batterie : Scott Crago
2. "New Kid in Town" (Henley, Frey, Souther)
  - Chant : Glenn Frey
3. "Wasted Time / Reprise" (Henley, Frey, Norman)
  - Chant : Don Henley
  - Batterie : Scott Crago
4. "Peaceful Easy Feeling" (Tempchin)
  - Chant : Glenn Frey
5. "I Can't Tell You Why" (Henley, Frey, Schmit)
  - Chant : Timothy B. Schmit
  - Guitare solo : Steuart Smith
6. "One of These Nights" (Henley, Frey)
  - Chant : Don Henley
  - Guitare solo : Steuart Smith
  - Batterie : Don Henley
7. "One Day at a Time" (Walsh)
  - Chant : Joe Walsh
  - Batterie : Scott Crago
8. "Lyin' Eyes" (Henley, Frey)
  - Chant : Glenn Frey
9. "The Boys of Summer" (Campbell, Henley)
  - Chant : Don Henley
  - Batterie : Scott Crago
10. "In the City" (Walsh, DeVorzon)
  - Chant : Joe Walsh
  - Batterie : Scott Crago
11. "Already Gone" (Stradlund, Tempchin)
  - Chant : Glenn Frey

Intermission
1. "Silent Spring (intro)" (Frey)
2. "Tequila Sunrise" (Henley, Frey)
  - Chant : Glenn Frey
  -  Batterie : Scott Crago
3. "Love Will Keep Us Alive" (Capaldi, Carrack, Vale)
  - Chant : Timothy B. Schmit
  -  Batterie : Scott Crago
4. "No More Cloudy Days" (Frey)
  - Chant : Glenn Frey
  -  Batterie : Scott Crago
5. "Hole in the World" (Henley, Frey)
  - Chant : Don Henley
  -  Batterie : Scott Crago
6. "Take It to the Limit" (Henley, Frey, Meisner)
  - Chant : Glenn Frey
  -  Batterie : Scott Crago
7. "You Belong to the City" (Frey, Tempchin)
  - Chant : Glenn Frey
  -  Batterie : Scott Crago
8. "Walk Away" (Walsh)
  - Chant : Joe Walsh
  -  Batterie : Scott Crago
9. "Sunset Grill" (Henley, Kortchmar, Tench)
  - Chant : Don Henley
  -  Batterie : Scott Crago

### DVD 2
1. "Life's Been Good" (Walsh)
  - Lead vocal by Joe Walsh
  -  Drums by Don Henley
2. "Dirty Laundry" (Henley, Kortchmar)
  - Lead vocal by Don Henley
  -  Drums by Scott Crago
3. "Funk #49" (Fox, Peters, Walsh)
  - Lead vocal by Joe Walsh
  -  Drums by Don Henley
4. "Heartache Tonight" (Henley, Frey, Seger, Souther)
  - Lead vocal by Glenn Frey
  -  Drums by Don Henley
5. "Life in the Fast Lane" (Henley, Frey, Walsh)
  - Lead vocal by Don Henley
  -  Drums by Don Henley
6. "Hotel California" (Felder, Henley, Frey)
  - Lead vocal by Don Henley
  -  Drums by Don Henley
7. "Rocky Mountain Way" (Grace, Passarelli, Vitale, Walsh)
  - Lead vocal by Joe Walsh
  -  Drums by Don Henley
8. "All She Wants to Do Is Dance" (Kortchmar)
  - Lead vocal by Don Henley
  -  Drums by Scott Crago
9. "Take It Easy" (Browne, Frey)
  - Lead vocal by Glenn Frey
  -  Drums by Don Henley
10. "Desperado" (Henley, Frey)
  - Lead vocal by Don Henley
  -  Drums by Scott Crago

## Musiciens

### Eagles
- Glenn Frey: Guitares, piano, claviers, chant.
- Joe Walsh: Guitares, claviers, orgue, talk-box, chant.
- Timothy B. Schmit: Basse, chant.
- Don Henley: Batterie, percussions, guitare, chant.

### Musiciens additionnels
- Steuart Smith: Guitares, chœurs
- Michael Thompson: Claviers, accordéon
- Willie Hollis: Claviers, chœurs
- Scott Crago: Batterie, percussions
- Bill Armstrong: Cuivres
- Al Garth: Cuivres, violon
- Christian Mostert: Cuivres
- Greg Smith: Cuivres, percussions

## Bonus DVD
- Behind the Scenes footage
- New Interviews
- A Glimpse Backstage
- Soundcheck